# 2009–2010-es magyar jégkorongbajnokság
A 73. magyar jégkorong bajnokság 2009. szeptember 11. és 2010. március 25. között került megrendezésre. A játéknapok péntekre és vasárnapra estek, tartalék napként a keddet határozták meg. Az azonos országbeli csapatok egymás elleni mérkőzései mind a Mol Ligába, mind az OB I-be beszámítottak. A versenyszabályzat szerint a mérkőzésekre minimálisan 15 játékost kellett nevezni, maximum 20 mezőnyjátékost és 2 kapust.

## A szezon felépítése
Az alapszakaszban két teljes kört játszott az öt csapat, ez összesen 16 mérkőzést jelentett. Az eredményeket a középszakaszra törölték, de az alapszakaszban kialakult helyezések szerint 6, 4, 2 bónuszpontot kapott az első három. Az alapszakasz 2010. január 17-ig tartott. A középszakasz két körből, azaz 16 meccsből állt. A középszakaszt követően kezdődtek az elődöntők. Az elődöntők 1.–4., 2.–3. párosításban zajlottak. Az elődöntők három győztes meccsig tartottak, váltott pályaválasztói rendszerben. Az EBEL-ben szereplő Sapa Fehérvár AV 19 nem jutott a legjobb négy közé az osztrák bajnokságban, így kiemelt elődöntősként a középszakasz harmadik helyezettjével játszott a döntőbe jutásért. Az elődöntők vesztesei három győzelemig tartó sorozaton döntötték el a bronzérem sorsát, a győztesek négy diadalig küzdöttek a bajnoki címért.

## A 2009-2010-es bajnokság résztvevői
- Alba Volán SC (Székesfehérvár) (csak a rájátszásban vesz részt)
- Vasas Budapest Stars (Budapest)
- Dunaújvárosi Acélbikák (Dunaújváros)
- Ferencvárosi TC-Trio Trend (Budapest)
- Miskolci Jegesmedve Jégkorong Sport Egyesület (Miskolc)
- Újpesti TE (Budapest)

## Az alapszakasz végeredménye
|    | Csapat          | M  | GY | GYH | VH | V  | GK    | Pont |
| -- | --------------- | -- | -- | --- | -- | -- | ----- | ---- |
| 1. | Dab.Docler      | 16 | 14 | 1   | 1  | 0  | 89-37 | 45   |
| 2. | Vasas Bp. Stars | 16 | 6  | 1   | 2  | 7  | 39-49 | 22   |
| 3. | Újpesti TE      | 16 | 6  | 1   | 1  | 8  | 55-68 | 21   |
| 4. | Ferencvárosi TC | 16 | 5  | 2   | 1  | 8  | 54-63 | 20   |
| 5. | Miskolci JJSE   | 16 | 2  | 2   | 2  | 10 | 46-66 | 12   |

## Az alapszakaszkanadai táblázata
| Hely. | Név                 | Csapat        | M  | G  | A  | P  |
| ----- | ------------------- | ------------- | -- | -- | -- | -- |
| 1.    | Kurt MacSwayn       | Dab.Docler    | 16 | 14 | 17 | 31 |
| 2.    | Galanisz Nikandrosz | Dab.Docler    | 13 | 15 | 14 | 29 |
| 3.    | Kevin Thomas Korol  | Dab.Docler    | 16 | 8  | 20 | 29 |
| 4.    | Azari Zsolt         | Dab.Docler    | 16 | 8  | 18 | 26 |
| 5.    | Ladislav Sikorcin   | Újpesti TE    | 14 | 10 | 14 | 24 |
| 6.    | Magosi Bálint       | Dab.Docler    | 16 | 10 | 10 | 20 |
| 7.    | Hoffmann Attila     | Ferencváros   | 16 | 6  | 13 | 19 |
| 8.    | Tóth Adrián         | Miskolci JJSE | 16 | 8  | 9  | 17 |
| 9.    | Dubek Vladimir      | Újpesti TE    | 15 | 5  | 12 | 17 |
| 10.   | Hegyi Ádám          | Dab.Docler    | 15 | 5  | 12 | 17 |

## A középszakasz végeredménye
Megjegyzés: Az OB I középszakaszába a magyarországi csapatok az alapszakasz helyezéseik alapján bónuszpontokat vittek magukkal: az első 9, a második 6, a harmadik 3 ponttal kezdte a középszakaszt.
|    | Csapat          | M  | GY | GYH | VH | V  | GK    | Pont |
| -- | --------------- | -- | -- | --- | -- | -- | ----- | ---- |
| 1. | Dab.Docler      | 16 | 10 | 1   | 2  | 3  | 61-38 | 40   |
| 2. | Vasas Bp. Stars | 16 | 10 | 2   | 1  | 3  | 61-42 | 39   |
| 3. | Ferencvárosi TC | 16 | 7  | 1   | 0  | 8  | 48-49 | 22   |
| 4. | Újpesti TE      | 16 | 5  | 0   | 2  | 9  | 60-66 | 19   |
| 5. | Miskolci JJSE   | 16 | 3  | 1   | 0  | 12 | 36-68 | 11   |

## Rájátszás
|  | Elődöntők                       | Elődöntők       | Elődöntők     |   |                    | Döntő                  | Döntő              | Döntő |
|  |                                 |                 |               |   |                    |                        |                    |       |
|  | 3-4 bü., 4-3 bü., 2-6, 3-2, 3-2 |                 |               |   |                    |                        |                    |       |
|  | Dunaújváros                     | Dunaújváros     | 3             |   |                    |                        |                    |       |
|  | Vasas Bp. Stars                 | Vasas Bp. Stars | 2             |   |                    |                        |                    |       |
|  |                                 |                 |               |   |                    |                        |                    |       |
|  |                                 |                 |               |   |                    | 7-0, 7-2, 9-4, 4-3 bü. |                    |       |
|  |                                 |                 |               |   | Fehérvár AV 19     | Fehérvár AV 19         | 4                  |       |
|  |                                 | Dunaújváros     | Dunaújváros   | 0 |                    |                        |                    |       |
|  |                                 |                 |               |   |                    |                        |                    |       |
|  |                                 |                 |               |   |                    |                        |                    |       |
|  |                                 |                 |               |   |                    | Bronzmérkőzés          |                    |       |
|  | 5-1, 5-3, 6-0                   | 5-1, 5-3, 6-0   | 5-1, 5-3, 6-0 |   | 7-4, 1-3, 4-1, 5-1 | 7-4, 1-3, 4-1, 5-1     | 7-4, 1-3, 4-1, 5-1 |       |
|  | Fehérvár AV 19                  | Fehérvár AV 19  | 3             |   | Vasas Bp. Stars    | Vasas Bp. Stars        | 3                  |       |
|  | Ferencváros                     | Ferencváros     | 0             |   |                    | Ferencváros            | Ferencváros        | 1     |

## A bajnokság végeredménye
1. Sapa Fehérvár AV 19
2. Dunaújvárosi Acélbikák
3. Vasas Budapest Stars
4. Ferencvárosi TC
5. Újpesti TE
6. Miskolci JJSE

## A Sapa Fehérvár AV 19 bajnokcsapata
Ackeström Oscar, Alen Juha, Andersson Niklas, Bálizs Bence, Benk András, Bornhammar David, Fekete Dániel, Hetényi Zoltán, Horváth András, Jobb Dávid, Kóger Dániel, Kovács Csaba, Ladányi Balázs, Maklári Erik, Martz Nathan, Mihály Árpád, Nagy Gergő, Ondrejcik Rastislav, Palkovics Krisztián, Satosaari Tommi, Sofron István, Tokaji Viktor, Vas János, Vas Márton, Vaszjunyin Artyom
Vezetőedző: Jarmo Tolvanen

## A bajnokság különdíjasai
- A legjobb csatár (ifj. Ocskay Gábor Díj): Palkovics Krisztián (Alba Volán)
- A legtechnikásabb játékos (Miklós Kupa): Galanisz Nikandrosz (Dab)
- A legjobb hátvéd: Tokaji Viktor (Alba Volán)
- A legjobb kapus (Vedres Kupa): Rajna Miklós (Vasas Budapest Stars)
- A legjobb újonc felnőtt játékos (Kósa Kupa): Somogyi Balázs (Vasas Budapest Stars)
- A legjobb U18 játékos (Leveles Kupa): Erdélyi Tamás (Dunaferr SE)
- A legjobb edző: J. P. MacCallum (Dab.Docler)
- A legjobb játékvezető: Gebei Péter
- A legjobb utánpótlásedző (Séra Miklós-díj): Bob Dever, Fekti István és Mayer Péter (U18-as válogatott szakmai stábja)

## Lásd még
- 2009-es magyar jégkorongkupa
- MOL Liga 2009-2010-es szezon